# David de la Cruz
David de la Cruz Malgarejo (* 6. Mai 1989 in Sabadell) ist ein spanischer Radrennfahrer.

## Karriere
David de la Cruz gehörte von 2010 bis 2012 der Mannschaft von Caja Rural-Seguros RGA an, bevor er 2013 zum Team NetApp-Endura wechselte.
De la Cruz wurde Zweiter bei der Asturien-Rundfahrt 2012, bei seiner ersten Teilnahme an der Vuelta a España im Jahr 2013 musste er zwischenzeitlich aussteigen. Auch die Tour de France 2014 konnte er nicht beenden, nachdem er im Laufe der 12. Etappe gestürzt war.
Zur Saison 2015 wechselte er zum UCI WorldTeam Etixx-Quick Step. Den Giro d’Italia 2015 beendete er als 34 und nahm im gleichen Jahr noch an der Spanien-Rundfahrt teil, die er nach der fünften Etappe abbrechen musste.
Beim Giro d’Italia 2016 stieg de la Cruz nach der 16. Etappe aus, da er Fieber hatte. Erfolgreicher verlief die Vuelta a España: er errang während der neunten Etappe aus einer Fluchtgruppe heraus seinen ersten Profisieg und fuhr ins Maillot Rojo des Gesamtführenden der Spanien-Rundfahrt. Am folgenden Tag musste er die Führung an den späteren Rundfahrtsieger Nairo Quintana abgeben, hielt sich aber unter den besten Zehn und wurde im Endklassement überraschend Gesamtsiebter. 2017 gewann er jeweils eine Etappe bei Paris–Nizza und bei der Baskenland-Rundfahrt 2017.
Zur Saison 2018 wechselte de la Cruz zum Team Ineos und war einer der Helfer beim Giro-Sieg von Chris Froome im Jahr 2018. Er selbst konnte zwei Etappensiege bei Paris–Nizza 2018 und bei der Andalusien-Rundfahrt 2018 seinem Palmarès hinzufügen. Zur Saison 2020 wechselte er zum UAE Team Emirates, nachdem ein geplanter Wechsel zum Movistar Team nicht zu Stande kam. Mit zwei siebten Plätzen in der Gesamtwertung bei der Vuelta a España 2020 und 2021 konnte er an sein Ergebnis aus der Saison 2017 anknüpfen. Ein weiterer Sieg bei einem Rennen blieb ihm jedoch verwehrt.
Nach zwei Jahren beim UAE Team wechselte er erneut und wurde Mitglied im Astana Qazaqstan Team. Mit dem zehnten Gesamtrang bei der UAE Tour 2022 fuhr er erneut in die Top 10 einer UCI WorldTour Rundfahrt, blieb jedoch meistens hinter seinen früheren Leistungen zurück. Im Jahr 2023 musste er die Vuelta a España auf dem elften Gesamtrang liegend aufgrund einer Gastroenteritis im Vorfeld der 16. Etappe verlassen.
Ab dem Jahr 2024 geht er für das Schweizer UCI ProTeam Q36.5 an den Start.

## Erfolge
2016
- eine Etappe Vuelta a España

2017
- eine Etappe Paris–Nizza
- eine Etappe Vuelta al País Vasco

2018
- eine Etappe Andalusien-Rundfahrt
- eine Etappe Paris–Nizza

2020
- Bergwertung Critérium du Dauphiné

## Grand-Tour-Platzierungen
| Grand Tour            | 2013 | 2014 | 2015 | 2016 | 2017 | 2018 | 2019 | 2020 | 2021 | 2022 | 2023 |
| --------------------- | ---- | ---- | ---- | ---- | ---- | ---- | ---- | ---- | ---- | ---- | ---- |
| Giro d’ItaliaGiro     | –    | –    | 34   | DNF  | –    | 56   | –    | –    | –    | DNF  | –    |
| Tour de FranceTour    | –    | DNF  | –    | –    | –    | –    | –    | 72   | –    | –    | DNF  |
| Vuelta a EspañaVuelta | DNF  | –    | DNF  | 7    | DNF  | 15   | 66   | 7    | 7    | 21   | DNF  |